# Trapy syberyjskie

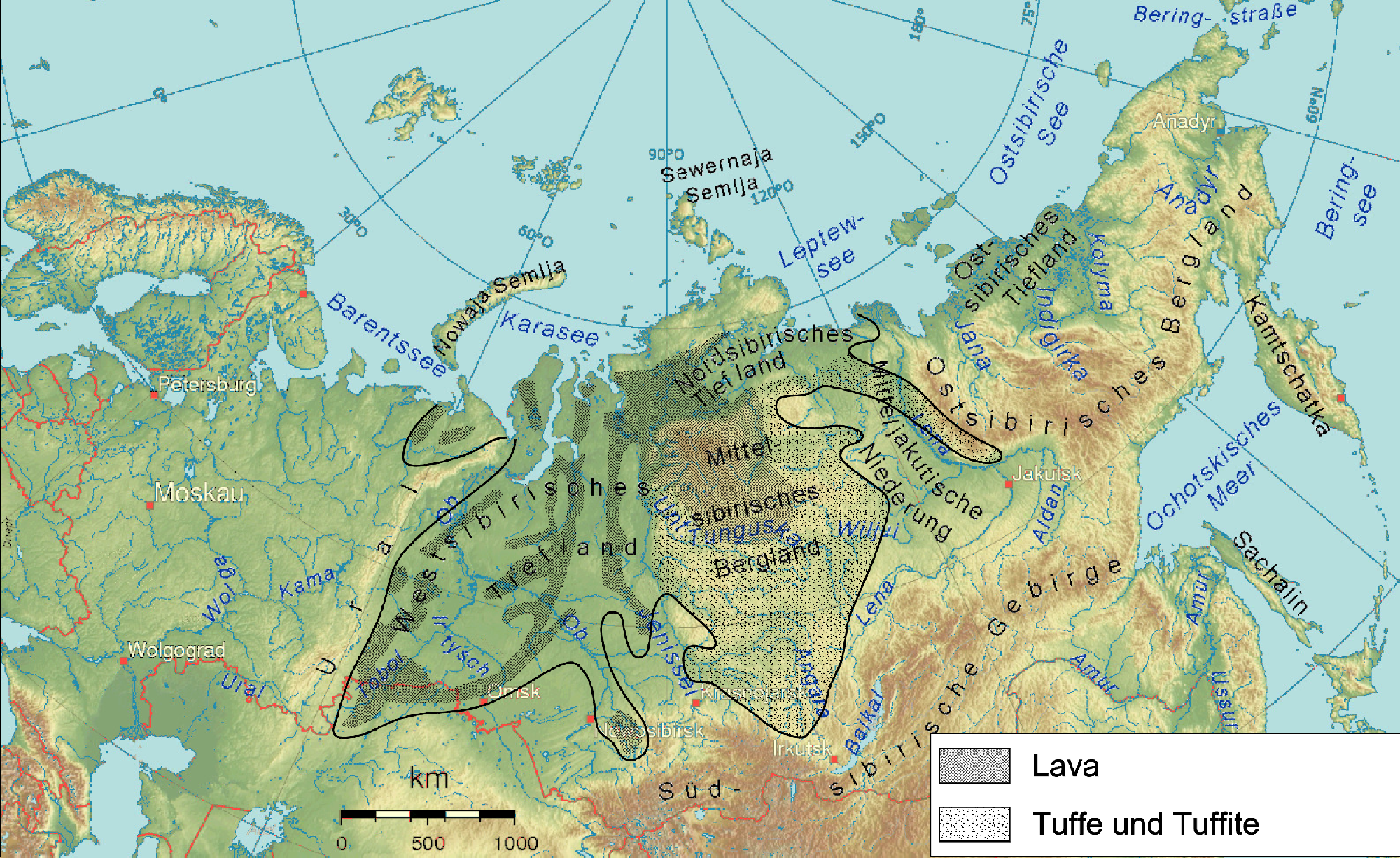
Współczesny zasięg pokryw lawowych tworzących trapy syberyjskie.

Trapy syberyjskie – największe fanerozoiczne pokrywy lawowe (trapy) na powierzchni lądów Ziemi, znajdujące się na Syberii, powstałe na przełomie paleozoiku i mezozoiku. Ich powstanie jest najbardziej prawdopodobną przyczyną wymierania permskiego.

## Odkrycie
Trapy syberyjskie zostały odkryte przez Aleksandra Czekanowskiego, który, zesłany w 1863 roku na Syberię, badał te tereny.

## Powstanie
Erupcje, które spowodowały powstanie trapów syberyjskich, były największymi udokumentowanymi erupcjami w historii Ziemi. Miąższość trapów wynosi od 400 do 3700 metrów, obecnie pokrywają one 2 mln km². Pierwotny zachodni zasięg pokryw lawowych nie jest znany, gdyż pokryte są one młodszymi skałami osadowymi Uralu, ale mogły one pokrywać nawet 7 mln km² (obszar wielkości Australii). Szacuje się, że powstały w wyniku co najmniej 45 wylewów lawy; ich minimalną objętość szacuje się na 1,5 mln km³; dla porównania, gigantyczny wybuch wulkanu Laki na Islandii, do którego doszło w 1783 roku (Indeks Eksplozywności Wulkanicznej: 6), spowodował wylew zaledwie 15 km³. Datowanie skał wykazało, że główny epizod powstawania trapów trwał stosunkowo krótko, nawet poniżej 1 mln lat.
W dyskusji nad genezą trapów syberyjskich często pojawiał się pogląd, że utworzyły się one ponad pióropuszem płaszcza, z czym kłóci się brak świadectw izostatycznego wyniesienia terenu. Bardziej prawdopodobne jest, że ich powstanie wiąże się z częściowym, konwekcyjnym stopieniem materii płaszcza, która została wyzwolona na skutek ekstensji i sił ścinających w litosferze na styku paleozoicznych kontynentów Bałtyki i Syberii, wówczas już połączonych w obrębie Pangei.

## Skutki środowiskowe
W tym samym okresie doszło do największego z masowych wymierań w historii życia na Ziemi – wymierania permskiego. Syberyjski wulkanizm wyemitował oprócz dwutlenku węgla także biliony ton związków siarki, chloru i fluoru. Doprowadziło to do zakwaszenia wód oceanów, intensywnych kwaśnych deszczów i zmian klimatycznych, co spowodowało masowe wymieranie fauny morskiej.
Wymieranie permskie miało dwa etapy. Pierwszy rozegrał się pod koniec epoki gwadalupu, ok. 10 mln lat przed końcem permu i drugim etapem wymierania. W chińskiej prowincji Syczuan znajdują się mniejsze trapy Emei Shan, których powstanie datowane jest dokładnie na ten okres.